# Phylica constricta
Phylica constricta är en brakvedsväxtart som beskrevs av Neville Stuart Pillans. Phylica constricta ingår i släktet Phylica och familjen brakvedsväxter. Utöver nominatformen finns också underarten P. c. staavioides.